# Skupina spomenikov v Mahabalipuramu
Skupina spomenikov v Mahabalipuramu je zbirka verskih spomenikov iz 7. in 8. stoletja našega štetja v obalnem letoviškem mestu Mahabalipuram v Tamil Naduju v Indiji in je na Unescovem seznamu svetovne dediščine. Je na Koromandski obali Bengalskega zaliva, približno 60 kilometrov južno od Čenaja.
Na tem mestu je 40 starodavnih spomenikov in hindujskih templjev, vključno z enim največjih skalnih reliefov na prostem na svetu: Spust po Gangesu ali Arjunina pokora. Skupina vsebuje več kategorij spomenikov: templje ratha z monolitnimi procesijskimi vozovi, zgrajenimi med letoma 630 in 668; mandapa vihara (jamski templji) s pripovedmi iz Mahabharate in Šaivite, Šakti ali Šaaktha in Vaišnava napisi v številnih indijskih jezikih in pisavah; skalni reliefi (zlasti bas-reliefi); kamnoseški templji, zgrajeni med letoma 695 in 722, ter arheološka izkopavanja iz 6. stoletja in prej.
Spomeniki so bili zgrajeni v času dinastije Palava. V mnogih publikacijah iz kolonialnega obdobja so znani kot Sedem pagod, v sodobni literaturi pa se imenujejo tudi templji Mamallapuram ali templji Mahabalipuram. Najdišče, obnovljeno po letu 1960, upravlja Arheološki zavod Indije.

## Lokacija in terminologija
Templji Mahabalipuram so v jugovzhodni indijski zvezni državi Tamil Nadu, približno 60 kilometrov jugozahodno od Čenaja na obali Koromandije. Spomeniki so dosegljivi po štiripasovni cesti East Coast in Radživ Gandhi Salai (državni avtocesti 49 in 49A). Najbližje letališče je v Čenaju (IATA koda letališča MAA). Mesto je povezano z ostalo Indijo prek železniškega omrežja.
Mahabalipuram je znan pod več imeni, vključno z Mamallapuram; Mamalla pomeni 'Veliki rokoborec' in se nanaša na kralja Narasimho Varmana I. iz 7. stoletja. Druga imena, ki jih najdemo v zgodovinskih besedilih, vključujejo Mamallapattana, Mavalipuram, Mavalivaram, Mavellipore, Mauvellipooram in Mahabalipur, ki se vsa nanašajo na »mesto velikih rokoborcev« ali »mesto Mahabali«. Slednji je povezan z mitskim Mahabalijem, demonskim kraljem, ki ga premaga škrat Vamana (Višnujev avatar). Po Nagasvamiju je ime izpeljano iz tamilske besede mallal (blaginja) in odraža to, da je bilo starodavno gospodarsko središče za južno Indijo in jugovzhodno Azijo. To teorijo delno podpira tamilsko besedilo iz 8. stoletja. zgodnjega pesnika gibanja Bhakti Thirumangai Alvar, kjer se Mamallapuram imenuje Kadal Mallai.
Mesto so evropski mornarji, ki so pristali na obali, potem ko so videli stolpe sedmih hindujskih templjev, poznali kot »sedem pagod«. Napisi iz 7. stoletja ga omenjajo kot Mamallapuram ali podobne različice; Mahabalipuram se pojavi šele po 16. stoletju in (s sedmimi pagodami) je bil uporabljen v literaturi kolonialne dobe. Vlada Tamil Naduja je sprejela Mamallapuram kot uradno ime mesta in mesta v 1957, leta 1964 pa je spomeniško in obalno območje razglasilo za posebno turistično območje in zdravilišče.

## Zgodovina
Čeprav starodavna zgodovina Mahabalipurama ni jasna, numizmatični in epigrafski dokazi ter njegovi templji kažejo, da je bila to pomembna lokacija, preden so bili spomeniki zgrajeni. Špekulira se, da je to morsko pristanišče Sopatma, omenjeno v Periplus Eritrejskega morja iz 1. stoletja, ali Ptolemajevo pristanišče Melange v njegovi Geografiji iz 2. stoletja. Druga teorija trdi, da je pristanišče Nirppeyarvu, omenjeno v Perumpanarupadai od poznega 19. stoletja do začetka 20. stoletja, morda Mahabalipuram ali Kanchipuram.
Sanskrtski učenjak Daṇḍin (ki je živel v Tamil Naduju in je bil povezan z dvorom Palava) je v svoji Avantisundari Katha pohvalil umetnike za njihovo popravilo Višnujeve skulpture v Mamallapuramu. Vendar pa je Daṇḍinovo avtorstvo tega besedila sporno. Srednjeveško besedilo v sanskrtu omenja spomenike Mamallapuram, zgodnjo tradicijo popravil in pomen vaišnavizma.
Ko je Marco Polo (1271-1295 n. št.) prispel v Indijo na poti nazaj v Benetke iz jugovzhodne Azije, je omenil (vendar jih ni obiskal) sedem pagod in ime je postalo povezano z obalnimi templji Mahabalipuram v publikacijah evropskih trgovcev stoletja pozneje. Pojavil se je v Katalonskem atlasu Abrahama Cresquesa iz leta 1375 kot Setemelti in Santhome, grobem zemljevidu Azije, vendar natančnem glede relativnih položajev obeh pristanišč; prvi je Mamallapuram in drugi Mylapore. Beneški popotnik Gasparo Balbi je leta 1582 omenil Sedem pagod in Osem prijetnih gričev, za katere Nagaswamy meni, da se nanašajo na spomenike. Po Schalku jo je Balbi imenoval Sedem kitajskih pagod (ponovna interpretacija Henryja Yula, ki je Balbija menil za nezanesljivega, čemur je sledil selektivni popravek, da je verjetno mišljeno Mamallapuram).
Ker je zdaj manj kot sedem stolpov, je ime navdihnilo špekulacije in argumente. Cunami decembra 2004 je za kratek čas razgalil obalo blizu Saluvankupama (zdaj severno od Mahabalipurama) ter razkril napise in strukture. Badrinarajanan je v poročilu BBC dejal, da so bili iz 9. stoletja in da jih je morda uničil cunami v 13. stoletju. Cunami je razkril tudi velike strukture na morskem dnu približno kilometer od obale, za katere arheologi domnevajo, da bi lahko bile starodavni Mahabalipuram. Glede na članek Science je cunami razkril skale z »dovršeno izklesano glavo slona in konja v letu«, »majhno nišo s kipom božanstva; drugo skalo z ležečim levom« in drugo hindujsko versko ikonografijo. Morski arheologi in podvodne potapljaške ekipe so po cunamiju leta 2004 raziskovali lokacijo vzhodno od templja Shore, enega od spomenikov. To je razkrilo ruševine podrtih zidov, veliko število pravokotnih blokov in drugih struktur, vzporednih z obalo, ter štirideset ohranjenih spomenikov.

### Sodobna poročila
Evropski pomorščaki in trgovci, ki so po 16. stoletju začeli trgovati z Azijo, so omenili kraj. Zgodnja poročila, kot so tista Niccolaa Manuccija (ki mesta ni nikoli obiskal, ampak je spomenike videl od daleč in slišal zanje), so povezovala kitajske in burmanske budistične zasnove pagod s hindujskimi templji in domnevala, da so templje zgradili Kitajci. Glede na Novo poročilo o Vzhodni Indiji Anthonyja Hamiltona iz leta 1727 je bilo to mesto romarsko središče in njegova zunanja skulptura je bila »nespodobna, razvratna« kot predstava v Drury Lanu. Francoski pisatelj Pierre Sonnerat je bil kritičen do evropskega rasizma do Indijcev in je teoretiziral, da so bili templji Mahabalipuram zelo stari.
Literarna raziskava Williama Chambersa o Mahabalipuramu iz leta 1788 je na spomenike opozorila evropske učenjake. Chambers je intervjuval lokalne prebivalce in povezal monumentalno umetnost, ki jo je videl, s hindujskimi besedili ter jo označil za izjemno in ekspresivno v pripovednih podrobnostih. Vrsta študij iz 19. stoletja, kot so tiste Benjamina Babingtona in Williama Elliota, je vsebovala skice spomenikov in odtise napisov. Nekatere zgodbe in špekulacije v zahodni literaturi so kljub temu še naprej nenavadne. Francis Wilford je leta 1809 predlagal, da so bili spomeniki zgrajeni leta 450 pr. n. št. in jih povezal s Ciceronovimi zapisi (1. stoletje pr. n. št.) o Indijcih, ki so morda zgradili tri starodavna indijska tempeljska mesta (vključno z Mahabalipuramom).
Poročila iz 19 stoletja opozarjajo na lokalne omembe »pozlačenih vrhov številnih pagod« v valovih ob sončnem vzhodu, o katerih so govorili starešine, a jih ni bilo več mogoče videti. V poznem 19. in zgodnjem 20. stoletju je bilo mesto Mahabalipuram središče turističnih vodnikov in špekulacij kolonialne dobe. Deli mnogih spomenikov so bili pokriti s peskom in le malo je bilo storjenega za ohranitev mesta. Po indijski neodvisnosti je vlada Tamil Naduja razvila spomenike Mamallapuram in obalno regijo kot arheološko, turistično in romarsko območje z izboljšanjem cestnega omrežja in mestne infrastrukture. Leta 1984 je bilo mesto vpisano na Unescov seznam svetovne dediščine.
Skupina je predmet arheološkega zanimanja od leta 1990, izkopavanja pa so prinesla nepričakovana odkritja. Po besedah Johna Marra je najdišče odkrilo »rezervoar v obliki apside, katerega ukrivljen konec je bil poravnan proti jugu proti srednjemu delu templja Shore« z anantašajano (ležečim Višnujem), ki je verjetno nastala pred templjem.

## Gradnja Palava
Mamallapuram je postal pomemben med vladavino Simhavišnuja v obdobju Palava v poznem 6. stoletju, v obdobju političnega tekmovanja s Pandjami, Čerasi in Čolami ter duhovnega vrenja z vzponom pesnikov in učenjakov gibanja Bhakti iz 6. do 8. stoletja: Vaišnavski Alvari in Šaiva Nadžanarji. Arhitektura Mamalapurama je povezana s Simhavišnujevim sinom Mahendravarmanom I. (600–630 n. št.), ki je bil pokrovitelj umetnosti. Mahendravarmanov sin Narsimha Varman I. je gradil na očetovih prizadevanjih in večina učenjakov mu pripisuje številne spomenike. Po kratkem premoru se je gradnja templja in spomenika nadaljevala med vladavino Radžasimhe (ali Narasimhavarmana II.; 690–728).
Arheolog iz sredine 20. stoletja A. H. Longhurst je opisal arhitekturo Palava, vključno s tistimi, ki so jih našli v Mahabalipuramu, v štiri kronološke sloge: Mahendra (610–640), Mamala (640–670, pod Narsimho Varmanom I.), Radžasimha (674–800) in Nandivarman (800-900). K. R. Srinivasan ga je opisal kot odsev treh slogov in stopenj gradnje, tretje obdobje pa je poimenoval slog Paramesvara.
Ta kronologija je bila predmet znanstvenih nesoglasij. Nekateri učenjaki, kot je Marilyn Hirsh leta 1987, pravijo, da je najzgodnejšim templjem mogoče slediti do leta 600 (pod pesniškim kraljem Mahendravarmanom I.). Drugi, kot je Nagaswamy leta 1962, so rekli, da je bil kralj Radžasimha (690–728) verjeten pokrovitelj številnih spomenikov; mnogi tempeljski napisi vsebujejo eno od njegovih imen in njegovo značilno pisavo Grantha in okrašeno Nāgarī.
Dokazi, ki datirajo nekatere spomenike Mamalapurama v zgodnje 7. stoletje, vključujejo napis Mandagapatu (napis Laksitajana) Mahendravarmana I. Napis se glasi, da je »postavil tempelj brez uporabe lesa ali apna (malte) ali opeke ali kovine«, in tempelj je bil posvečen »Brahmi, Višnuju in Šivi«. To je bil prvi hindujski tempelj Palava, zgrajen v skali, Mahendravarman I. in njegovi potomci pa so verjetno zgradili še druge. Po mnenju Mateja in drugih učenjakov napis nakazuje, da je tamilsko ljudstvo imelo tradicijo gradnje templjev, ki je temeljila na omenjenih materialih in je bila pred 6. stoletjem. Napis Mandagapatu ni osamljen in dodatni napisi Mahendravarmana I., ki se nanašajo na jamske templje, so bili odkriti po njegovem kraljestvu. Nadaljnji dokazi so v obliki jamskih templjev (kot so jame Undavalli), ki so bili pred templjem v jamah Mamalapuram, kar kaže na to, da so indijski obrtniki začeli raziskovati jamsko arhitekturo pred obdobjem Palava. Spomeniki v Mamalapuramu so znanstveniki na splošno datirani v 7. in 8. stoletje.

## Opis
Spomeniki so zlitje vere, kulture in legend, povezanih s hindujskim verskim panteonom. So izrazi skozi skalo ali znotraj balvanov, v velikem obsegu, ki povezujejo naravo in kiparstvo. Najdišče ima okoli štirideset spomenikov, v različnih stopnjah dokončanosti, razvrščenih v pet skupin:
- Rate: templji v obliki voz
- Mandape: jamski templji
- Skalni reliefi
- Strukturni templji
- Izkopavanja

Obstaja deset večjih rat, deset mandap, dva skalna reliefa in trije strukturni templji. Monumentalni načrt temelji na kvadratu in krogu ali zloženih kvadratih (ki tvorijo pravokotnik). Reliefi, skulpture in arhitektura vključujejo šivaizem, vaišnavizem in šaktizem, pri čemer je vsak spomenik posvečen božanstvu ali liku v hindujski mitologiji. Spomeniki so vir številnih napisov v sanskrtu iz 7. in 8. stoletja, ki zagotavljajo vpogled v srednjeveško južnoindijsko zgodovino, kulturo, vlado in vero.

### Templjirata
Templji rata v južnem Mahabalipuramu so izklesani v obliki vozov. Njihovi umetniki so uporabili naravno prisotne bloke diorita in granita v pesku, da bi vklesali legende v kamen. Najbolj znanih je pet monolitnih struktur, ki štrlijo nad plažo, znanih kot Pet Rat ali Pandava Rate. V Mahabharati je Pandava pet bratov s skupno ženo Draupadi. Čeprav sta simbolika in združevanje templjev pripeljala do teh priljubljenih imen, niso niti prave rate niti posvečeni Pandavam; so templji, posvečeni božanstvom in konceptom hinduistične tradicije Šaivi, (Šiva), Vaišnavi (Višnu) in Šakti (Durga). Te rate so datirane v 7. stoletje.
Skupina petih rat je na osi sever–jug z Dharmaradža Rato na južnem koncu, ki ji sledijo Bhima, Ardžuna in Draupadi Rata. Zadnja dva imata skupno ploščad. Zahodno od ploščadi Ardžuna-Draupadi je lev, na vzhodu sedeči bik in jugozahodno stoječi slon. Nakula in Sahadeva Rata je severozahodno od Bhima Rata in jugozahodno od Ardžuna Rata, za slonom. Os prečnega prereza Nakule in Sahadeva Rata je v središču skupine. Vsi templji imajo zahodni vhod, razen Nakula-Sahadeva Rata, ki ima južni vhod.
- Pancha rathas, pogled s severozahoda
- Pogled z jugovzhoda
- Streha Bhima Ratha
- Skulptura bika iz 7. stoletja v bližini rathe

Rate imajo skupne elemente. Vsak je na oblikovanem podstavku, z ali brez gana (Šivini spremljevalci); po Georgeu Michellu se nad tem podstavkom »stene ritmično delijo na številne štrline in vdolbine med pilastri« (ki ustvarjajo niše). Skulpture so v nišah, pomembnejše skulpture pa imajo na nosilcih makare. Nad njimi so napušči, včasih okrašeni s človeškimi obrazi. Parapetu so bile dodane letve. Zgornji nivo je ponovil (na znižani ravni) zasnovo spodnjega nivoja ali pa je bil pokrit z ukrivljenimi strehami.

#### Dharmaraja Ratha
Dharmaraja rata ima kvadratni tloris znotraj pravokotnega okvirja (26,75 ft x 20,67 ft) in je visok 35,67 čevljev. Ima odprto verando, ki jo podpirajo stebri. Piramidalni stolp templja je sestavljen iz vimane krčečih se kvadratov, ki jih obkroža osemkotna šikara. Obstajajo dokazi, da je imel (ali naj bi imel) zaključek. Njegovi stebri imajo ob vznožju sedeče leve. Ima tri nivoje; najnižje je trdno (verjetno nikoli izklesana), zgornji dve pa imata svetišča. Zgornja nivoja sta povezana s stopnicami, vklesanimi v kamen. Srednji nivo ima dve svetišči, zgornji pa eno. Ratha stene imajo rezbarije in napise, eden omenja Narasimhavarmana I. Na zahodni strani zgornjega nadstropja je podoba Somaskande. Entablatura združuje posvetno z božanskim, kjer človeški obrazi kukajo iz lokov kudu kočije. Pod vencem je vklesan motiv Amaravati.
Pri tleh imajo stranice štiri stebre; druga dva imata dva stebra in dva pilastra. Vsak vogal ima dve niši z izrezljanimi figurami, ki očitno mahajo množici. Božanstva so Ardhanarišvara (pol Parvati, pol Šiva), Harihara (pol Višnu, pol Šiva), Brahma, Skanda, Bhairava (Šiva) in dve drugi obskurni obliki Šive. Zgornji srednji nivo ima izrezljane vidike Šive in Višnuja, kar nakazuje, da sta umetnika spoštovala obe hindujski tradiciji. Na tej ravni so vključeni Nataraja (plešoči Šiva), Vinadhara (Šiva z Veeno), Gangadhara (Šiva, ki prinaša Ganges iz nebes na zemljo), Vrišbhantika (Šiva z Nandijem), Kankalamurti, Čandesa in Višnu. Na najvišji ravni so izrezljani Dakšinamurti (Šiva kot guru ali učitelj), Surja in Čandra.
Plošča iz Somaskande je pomembna, ker datira tempelj v zgodnje 7. stoletje. Razlikuje se od tistih, ustvarjenih v obdobju Radžasimha, in spominja na tiste, ustvarjene v zgodnji dobi Palava.

#### Bhima rata
Bhima rata (zraven Dharmaraja rata) je masivna in ima streho, ki spominja na obokan sod, ki spominja na leseno pohištvo. Rata je dolga 14 m, visoka približno 7,6 m in širok približno 25 metrov. Njegova nepopolna notranjost je bila verjetno namenjena za namestitev ležečega Višnuja (anantasajana). Za razliko od drugih rat, tempelj nima napisov ali skulptur. Njgova vimana je zapleteno izrezljana na obeh straneh strehe. Venec ima sedem parov kudujev (sanskrt gavakša). Nad njim se izmenjujejo sale in kute (vrste edikule), ki tvorijo trinajst majhnih vimanov. Nad to plastjo je pet griva (vratov, svetilnikov), vklesanih v svetišče, kot niša, obkrožena z majhnimi pilastri. Dva na vsaki strani sta enako velika, srednji pa je večji. Obstajajo strukturni dokazi na vrhu osemnajstih originalnih kalaš in dveh trizobih.
Po Ramasvamiju ima rata vdelan kvadratni tloris do entablature in združuje grivo in šikaro v obliki kroga. Njegova dolga stran ima štiri okrogle stebre in dva zaobljena pilastra, osnova pa je zasnovana kot sedeči levi. Severna in južna stran imata po dva kvadratna masivna stebra. Streha ima razpoke, ki so jih morda povzročili strukturni elementi ali stoletja vremenskih vplivov (kot je strela).
Drugi rata templji:
- Reliefi na Arduuna rata
- Draupadi rata
- Nakula Sahadeva Ratha in njegov stoječi slon
- Ganeša rata, verjetno model za gopure, najden v kasnejših tamilskih templjih

### Jamski templji
Mandapa je sanskrtski izraz za tipično kvadratno preddverje, dvorano s stebri ali paviljon. To je bil prostor za druženje ljudi, običajno za obrede in obrede prehoda. Pogosto so bile vključene celice ali svetišča, ki so ustvarile viharo. Mandape se nanašajo tudi na v skalo vklesane jamske templje ali svetišča, zgrajena po istem konceptu, Mamalapuram pa ima veliko mandap iz 7. in 8. stoletja.
Jamski templji Mamalapuram so nepopolni, zaradi česar so pomemben vir informacij o tem, kako so bili jamski spomeniki izkopani in zgrajeni v Indiji v 7. stoletju. Segmenti jam kažejo, da so obrtniki sodelovali z arhitekti, da bi označili stebrišče, tako da so v skalo vrezali globoke utore, da so ustvarili grobo vklesane izbokline z robovi. Viseče skale so nato odrezali in postopek ponovili. Po izkopavanju so prišli drugi obrtniki, da bi polirali skale in začeli ustvarjati dizajne, motive, frize in hindujsko ikonografijo. Postopek izdelave v skalo vklesanih jamskih templjev je vplival na poznejše strukturne hindujske templje.
Jama Varaha je bila izkopana iz navpične stene na zahodni strani glavnega hriba Mamalapuram. Njena arhitektura je preprosta; jamski tempelj, povezan z vaišnavizmom, je znan po štirih skulpturah, ki prikazujejo hindujske legende: legenda Vamana-Trivikrama, legenda Varaha, legenda Durga in legenda Gadžalakshmi. Srinivasan in drugi učenjaki ga datirajo v 7. stoletje.
Kotikal je preprosta zgodnja izkopanina z dvema pilastroma na fasadi. Pred njim so podnožja, ki nakazujejo strukturno mukhamandapo (glavno dvorano). Znotraj jamskega templja Kotikal sta podolgovata ardha-mandapa (polovična ali delna dvorana) in kvadratno svetišče (garbhagriha). Sprednji del svetišča ima letve in značilnosti, podobne prostostoječemu templju.
Jamski tempelj Dharmaradža, znan tudi kot jamski tempelj Atjantakama, je na južni strani hriba Mamalapuram blizu jame Mahišamardini. Ima fasado, mukha-mandapa in ardha-mandapa kot jama Kotikal. Tanki, štiristrani stebrički ustvarjajo prostor za dve mandapi. Njegova ardha-mandapa je približno tri centimetre nad mukha-mandapo. Fasada ima dva stebra in dva pilastra, prav tako prostor, ki ločuje obe mandapi.
Ramanudža, eden najbolj izpopolnjenih in popolnih jamskih templjev, je imel tri celice. Izkopali so ga v središču glavnega hriba Mamalapuram, na njegovi vzhodni strmini. Tempelj je bil delno prenovljen stoletja po njegovi izgradnji v svetišče vaišnavskega učenjaka Ramanudže. Kasnejši obrtniki so spredaj dodali šest grobo rezanih, prostostoječih stebrov, verjetno zato, da bi podaljšali mandapo.
Mandapa Koneri, posvečena Šivi, ima pet celic (svetišč), pritrjenih na glavno dvorano in je poimenovana po rezervoarju Koneri-palam spredaj. Njegova fasada je vklesana na zahodni strani glavnega hriba v Mamalapuramu in ima entablaturo. Njegov venec ima deset kudujev, nad njim pa pet med seboj povezanih sal. Tempelj ima dve vrsti štirih stebrov in dva pilastra. Sprednja vrsta je precej preprostejša od vrste v bližini svetišč, ki je zapleteno izrezljana. Pilastri so štiristrani, stebri pa valjasti.
Krišna mandapa je prefinjena jama z velikimi ploščami, ki prikazujejo hindujsko mitologijo in kulturo Tamil Naduja iz 7. stoletja. Tempelj je blizu nizkega reliefa Spust po Gangesu. Njegovo pročelje je sestavljeno iz štirih mitskih figur Leonina vjala, ki držijo stebre in dva pilastra. Za njimi je še ena vrsta stebrov. Stene dvorane s stebri prikazujejo vaško življenje, vtkano v zgodbo o Krišni. Krišna drži goro Goverdhana, pod katero so ljudje, govedo in druge živali, v enem delu.
Jamski tempelj Atiranačanda iz 7. stoletja je v vasi Saluvankupam, severno od Mamalapurama. Ima majhno fasado z dvema osmerokotnima stebroma s kvadratnimi sadurami (osnovami) in dvema štiristranskima pilastroma. Za fasado je ardha-mandapa in majhno kvadratno svetišče. Pred fasado so prazne vdolbine, verjetno poznejše dozidave danes manjkajoče mandape.
Jamski tempelj Adivaraha, znan tudi kot tempelj Maha Varaha Višnu, je še vedno v uporabi. Znan je po skulpturah, ki se nanašajo na hindujske legende o Varahi (vaišnavizem), Durgi (šaktizem), Gangadhari (šivavizem), Harihari (fuziji vaišnavizma in šivajizma) in Gadžalakšmi (vaišnavizem). Tempelj je na severnem koncu glavnega hriba Mamalapuram, na njegovi zahodni strani. Podobno kot mandapa Varaha sta oba datirana v dobo Narasimhe Varmana I. iz 7. stoletja. Čeprav ima poznejše napise, ki posvečujejo tempelj, njegov slog nakazuje, da je bil zgrajen prej. Znameniti napis avatarja, ki ga najdemo v tem templju in na katerem je Buda prikazan kot deveti avatar Višnuja, je datiran v sredino 7. stoletja.
Jama Mahišasuramardini, znana tudi kot Mahišamardini mandapa, je na južnem koncu mesta (lokalno poznano kot Jamapuri). Izkopana na vzhodnem robu balvana na glavnem hribu Mamalapuram, nad njim so ruševine templja Olakannesvara. Po besedah Ramaswamija je tempelj nedokončan, toda tisto, kar je bilo izklesano, predstavlja vrhunsko tamilsko tempeljsko kamnito umetnost. Jama ima veliko plošč, njihova pripoved pa sledi Markandeja Purani.
- Vhod v tempelj jame Varaha
- Varaha plošča
- Trivikrama plošča
- Plošča Gajalakšmi je kvadrat z geometrijsko razporeditvijo figur
- Vhod v tempeljsko jamo Dharmaradža
- Ramanudža okolica
- Vhod v jamo Ramanudža
- Tloris Koneri Mandape
- Stebri in reliefi
- Krišna drži Goverdhana
- Pogled na tempelj iz zraka
- Mahišasuramardini, vhod v tempelj, s stebri in stopnicami

### Strukturni templji
Strukturni (prostostoječi) templji v Mamalapuramu so bili zgrajeni z rezanimi kamni kot gradniki, namesto da bi bili izklesani v skalo (jamski templji) ali iz skale (rata templji). Ohranjeni primeri, ki jih je manj in predstavljajo drugačno stopnjo, slog in prefinjenost kot drugi spomeniki, so nekateri izmed najboljših primerov zgodnjesrednjeveške arhitekture tamilskih hindujskih templjev. Ti templji (kot drugi spomeniki v Mamalapuramu) so bili posvečeni Šivi, Višnuju in Durgi, čeprav je preživelo več ikonografije Šive.

#### Shore tempelj
Kompleks Shore templja je blizu obale Mamalapuram, od tod tudi njegovo sodobno ime. Sestavljen je iz velikega templja, dveh manjših templjev in številnih manjših svetišč, odprtih dvoran, prehodov in drugih elementov, od katerih je velik del zasut s peskom. Glavni tempelj je znotraj dvostopenjskega sestavljenega obzidja s kipi Šivinega vahana (vozila), Nandija, ki ga obdajajo. 18 m visok tempelj ima tloris 4,6 m². To je stopničast piramidasti stolp, razporejen v petih nivojih z ikonografijo Šive. Tempelj vključuje pot okoli glavnega svetišča in veliko, banjasto obokano streho nad vrati. Pilastri na zunanji steni jo delijo na polja. Tempelj je strmejši in višji od rat Ardžuna in Dharmaraja, s podobno zasnovo, v kateri nadgradnja ponavlja nižjo raven v krčeni kvadratni obliki. Osmerokotna šikara in zaključki v obliki kalaša (lonca) pokrivajo stolp.
Majhen tempelj v prvotnem preddvorju večjega templja. Druga dva templja v kompleksu sta za glavnim templjem, obrnjena drug proti drugemu in sta znana kot Radžasimhešvara (ali Nripatisimha Palava Višnugriha) in Kšatrijasimhešvara. Glavno svetišče ima slike Višnuja in Durge. Zadnje stene templja so izrezljane z reliefnimi ploščami Somaskanda, ki prikazujejo Šivo, Parvati in dojenčka Skando.
Večina Nandijevih skulptur je bila v ruševinah in raztresenih po glavnem tempeljskem kompleksu. Prizadevanja za obnovo v 20. stoletju so jih zamenjala v skladu z napisi, opisi templja v srednjeveških besedilih in izkopavanji plasti, ki so potrdila, da so biki Nandi sedeli vzdolž njegovega obrobja.
Šivini templji so datirani v zgodnje 8. stoletje in jih pripisujejo vladavini kralja Palave Radžasimhe (700-728). Višnujev tempelj s podobo ležečega Višnuja, ki so ga odkrili po izkopavanjih, je datiran v 7. stoletje.
- Plošča Somaskanda
- Relief para
- Tank, Nandi in dva ohranjena templja
- Durga, vrezana v kvadratno ploščo leva

### Skalni reliefi
Reliefi so vklesani v skale ali balvane. Sem sodi stena Krišne mandape, kjer je bila pred reliefom dodana nadgradnja. Najbolj znan skalni relief v Mahablipuramu je Spust po Gangesu (znan tudi kot Ardžunina pokora ali Bhagirathova pokora), največji skalni relief na prostem.
Spust po Gangesu velja za enega največjih nizkih reliefov na svetu. Relief, sestavljen iz hindujske mitologije, je izklesan na dveh 27 metrov dolgih in 9 metrov visokih balvanih.
Obstajata dve glavni razlagi: trud, ki je bil potreben, da bi Ganges prinesel iz nebes na Zemljo, ter legenda Kirātārdžunīja in poglavje iz Mahabharate o Ardžuninih prizadevanjih, da bi pridobil orožje, ki ga je potreboval, da bi dobro zmagal nad zlom. Del plošče prikazuje pomoč, ki jo je prejel od Šive, da je premagal Asure. Na plošči so Višnu, Šiva, drugi bogovi in boginje, modreci, ljudje, živali, plazilci in ptice.
Po drugi razlagi asket Bhagiratha moli za Ganges, da bi prišla na zemljo. Šiva sprejme reko, h kateri teče vse življenje v miru in žeji. Ta teorija ni bila vsesplošno sprejeta, ker osrednji liki manjkajo ali pa niso v skladu z njihovimi legendami. Ker na celotni plošči ni merjasca, je dvomljivo, da gre za eno samo zgodbo, čeprav so prizori Ardžunine pokore in spusta Gangesa potrjeni. Hindujci menijo, da so granitni reliefi iz zgodnjega ali srednjega 7. stoletja »eno od čudes kiparske umetnosti Indije.«

## Vpliv
Arhitektura templjev, vklesanih v skalo, zlasti rat, je postala model za južnoindijske templje. Arhitekturne značilnosti, zlasti skulpture, so bile široko sprejete v južnoindijskem, kamboškem, anameškem in javanskem templju. Potomci kiparjev svetišč so rokodelci v sodobnem Mahabalipuramu.

## Ohranjanje
Po približno 40-letni zamudi je bil leta 2003 izveden glavni načrt za polepšanje Mahabalipurama. Ministrstvo Unije za turizem in kulturo financira več milijonov rupij vreden projekt integriranega razvoja Mamalapurama. Območje okoli spomenikov je bilo očiščeno z ograjami, zelenicami, potmi, parki ter odstranitvijo kramarjev in posegov. Med predstavo Son et lumiere so spomeniki ponoči osvetljeni. Indijski arheološki zavod je okoli spomenikov uredil travnike in poti, Housing and Urban Development Corporation (HUDCO) pa je zasnoval parke na obeh straneh cest, ki vodijo do templja Shore in petih rat. Načrtovana je pot od zadaj obalnega templja do petih rat in ohranitev več spomenikov.